# Ruta 733 (Costa Rica)
La Ruta 733, oficialmente Ruta Nacional Terciaria 733, es una ruta nacional de Costa Rica ubicada en la provincia de Alajuela.

## Descripción
En la provincia de Alajuela, la ruta atraviesa el cantón de Los Chiles (el distrito de San Jorge), el cantón de Guatuso (el distrito de San Rafael).